# Renée Vivien
Renée Vivien, nascuda amb el nom de Pauline Mary Tarn (Londres, Anglaterra, 11 de juny de 1877-París, 18 de novembre de 1909), fou una poeta anglesa que va escriure les seves obres en francès. La peculiaritat i el simbolisme de la seva obra la fan mantenir-se lleial a l'estil del parnassianisme. Les seves composicions inclouen sonets, versos hendecasíl·labs i prosa poètica.

## Biografia

### Infància i joventut
Vivien va néixer al si d'una família rica, de pare britànic i mare nord-americana, a la localitat de Jackson (Michigan). Va créixer a París i Londres, i després d'heretar la fortuna del seu pare als 21 anys, va emigrar per instal·lar-se definitivament a França.
A París, la manera com Vivien es vestia (a vegades, amb robes d'home) i vivia era tan notòria dins el moviment bohemi com ho eren els seus versos. Va viure com a lesbiana sortida de l'armari i va mantenir una relació important amb l'escriptora i hereva nord-americana Natalie Clifford Barney. També va desenvolupar una obsessió que perduraria durant la resta de la seva vida per la seva amiga d'infància i veïna, Violet Shillito, una relació que mai es va consumar. L'any 1900, Vivien va abandonar aquest amor cast quan va conèixer Natalie Barney. L'any següent, Shillito va morir de febre tifoide, una tragèdia que Vivien, corroïda per la culpa, mai va superar.

### Relacions
A finals de 1901, la tempestuosa i, a vegades, gelosa relació amb Natalie Barney, ja havia acabat. Vivien va considerar les infidelitats de Barney massa estressants. Després de trencar amb ella, va ser Natalie Barney qui mai es va resignar a la separació. Va fer tota mena d'esforços per recobrar Vivien fins a la seva mort. Això va incloure enviar amics comuns a visitar-la (per parlar bé d'ella) per dur-li flors i cartes demanant a Vivien que reconsiderés la seva decisió.
El 1902, Vivien es va embolicar amb la poderosa baronessa Hélène van Zuylen van Nyevelt, filla de Salomon James de Rothschild. Encara que era lesbiana, la baronessa estava casada i era mare de dos fills. Més equilibrada que Barney, Zuylen va donar molt de suport emocional i estabilitat a la relació. La seva posició social no li permetia mantenir una relació pública homosexual, però Vivien i ella viatjaven sovint juntes i van continuar discretament amb la seva relació un bon grapat d'anys. En cartes a un amic de confiança, el periodista francès Jean Charles-Brun, Vivien es considerava a si mateixa casada amb la baronessa. És possible que, sota el pseudònim de Paule Riversdale, hagi publicat poesia i prosa en col·laboració amb Zuylen. La veritable naturalesa d'aquests treballs és desconeguda; alguns estudiosos en la matèria creuen que van ser escrits només per Vivien. Fins i tot, quan alguns llibres van ser publicats sota el nom de Zuylen, és possible que es tractés de treballs de Vivien.
Mentre mantenia una relació amb Hélène de Zuylen, Vivien va rebre una carta d'una admiradora misteriosa a Constantinoble, l'esposa d'un diplomàtic turc anomenada Kerim Turkham Pasha. Això va propiciar una intensa i apassionada correspondència entre ambdues, seguida d'una sèrie de trobades clandestines. Kerim posseïa una gran riquesa cultural i educació a l'estil francès. No obstant això, vivia aïllada, coberta amb un vel i sense llibertat de trànsit, llevat que es trobés amb el seu marit, d'acord amb la tradició islàmica. El 1907, la baronessa de Zuylen, abruptament, va abandonar Vivien per un home, un fet que va causar comentaris de tota mena entre la camarilla lèsbica.
Humiliada i en estat de xoc, Vivien va viatjar al Japó i a Hawaii en companyia de la seva mare, on va patir una greu malaltia durant la travessia. Una altra gran sacsejada va ser quan el 1908 Kerim, després de mudar-se amb el seu marit a Sant Petersburg, va acabar la seva relació clandestina. Renée va quedar terriblement afectada per aquestes pèrdues i això va accelerar el seu mal estat a un decaïment psicològic que ja venia gestant amb anterioritat. Això la va sumir en l'alcohol, les drogues i les fantasies sadomasoquistes que posseïa. Sempre excèntrica, va començar a satisfer els seus desitjos fetitxes. Va organitzar festes en què compartia el seu xampany amb convidats i que abandonava amb amants ocasionals.
Després d'una llarga depressió sumada a les seves tendències suïcides, es va negar a ingerir una alimentació adequada, un factor que va contribuir a la seva mort. La gran escriptora francesa Colette, que va ser veïna de Vivien de 1906 a 1908, va immortalitzar aquest període en La pura i la impura, un recull de retrats literaris que mostren els aspectes del comportament sexual. El mateix va ser escrit en els anys 20 i originàriament publicat el 1932. Natalie Barney no va coincidir amb la caracterització de Vivien que Collete va fer, però tot i així, és un petit document que reconstrueix una part de la vida dissipada de la poeta, escrit per un dels seus contemporanis.

### Viatges pel món
Vivien era una dona de món i molt culta, especialment per ser una dona a finals de les èpoques victoriana i eduardiana. Va passar hiverns a Egipte, va visitar la Xina i explorar l'Orient, com també Europa i els Estats Units. Els seus contemporanis la van considerar bella i elegant, de cabells rossos, ulls marrons amb centelleigs de color daurat en els iris, de parlar suau i presència andrògina. Abans que la seva malaltia es manifestés, tenia un cos ben proporcionat i era alta. Vestia amb robes molt costoses i estimava particularment la joieria Lalique. La seva llar a París era un luxós pis d'apartament a l'avinguda de Bois de Boulogne, número 23 (avui avinguda Foch, número 23) amb vista a un jardí japonès. Adquirí mobles antics de Londres i exòtiques obres d'art de l'Extrem Orient. Li agradava posseir gran quantitat de flors naturals i tenia una col·lecció de figures, icones i budes.

### Malaltia i mort
Per sobre de totes les coses, Vivien va romantizar la mort. Mentre visitava Londres el 1908 estant seriosament endeutada, va intentar matar-se. Al moment de trobar-la, s'havia recolzat sobre una butaca amb un ram de violetes sobre el cor. L'intent va ser fallit, però mentre estava a Anglaterra, va contraure pleuritis. Després del seu retorn a París, la seva salut es va debilitar. D'acord amb el biògraf Jean-Paul Goujon, Vivien va patir de gastritis crònica a causa de l'hidrat de cloral i l'abús d'alcohol. Les múltiples neuritis li van paralitzar parts del cos i, cap a l'estiu de 1909, s'havia de desplaçar amb l'ajuda d'un bastó. Vivien es va morir el matí del 10 de novembre de 1909 a l'edat de 32 anys. La causa de la seva mort va ser reportada en el seu moment com a "congestió pulmonar", però el més probable és que es degués a una pneumònia complicada per l'alcoholisme, l'abús de drogues i l'anorèxia nerviosa. Va ser enterrada al cementiri de Passy, en la mateixa zona residencial on va viure.
Durant la seva curta vida, Vivien va ser una prolífica poeta que va ser coneguda com la "musa de les violes", títol provinent del seu amor per aquest tipus de flors. La seva obsessió per les violes (com també ho va ser pel color violeta) era un record de la seva amiga d'infància, Violet Shillito.

## Sobre Renée Vivien
La poeta Maria Mercè Marçal escrigué la seua novel·la, La passió segons Renée Vivien (1994), que acumula un reguitzell inèdit de premis, del Carlemany al premi de la crítica Serra d'Or, del premi de la crítica espanyola al de la Institució de les Lletres Catalanes, com a millor obra narrativa entre 1993 i 1996. I alguns més.

## Obres
- Cendres et Poussières (1902)
- La Vénus des Aveugles (1903)
- La Dame à la louve (1904)[3]
- A l'heure des mains jointes (1906)
- Flambeaux éteints (1907)
- Sillago (1908)
- Poema en prosa (1909)
- Dans un coin de Violette (1909)
- Haillons (1910).